# امام قیس
امام قیس، روستایی از توابع شهرستان بروجن و بخش گندمان در استان چهارمحال و بختیاری است. امام قیس حدود ۸٬۰۰۰ نفر جمعیت دارد. و بزرگ‌ترین(از نظر مساحت) و پرجمعیت‌ترین روستا در شهرستان بروجن است.
روستاهای کردشامی، بیژگرد، کنرک، گردبیشه زیر نظر دهستان امام قیس هستند.

## مردم

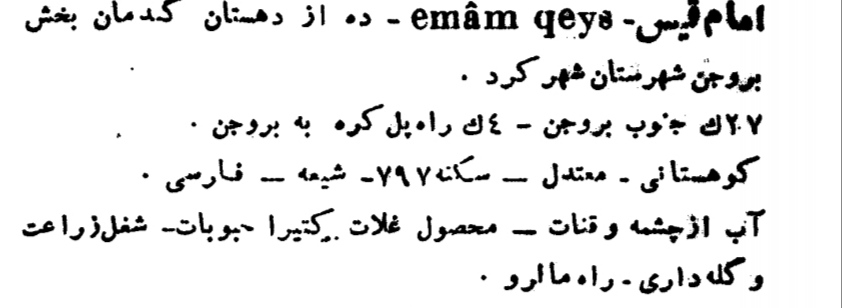
روستای امام قیس در کتاب فرهنگ جغرافیایی ایران

زبان مردم امام قیس در کتاب فرهنگ جغرافیایی ایران فارسی و مذهب آنها شیعه ذکر شده است.
مردم آن لر تبار و به زبان لری بختیاری سخن می‌گویند و از طایفه بابادی عکاشه می‌باشند.

## جاذبه‌های گردشگری
این روستا از جاذبه‌های گردشگری زیادی برخوردار است که شامل هستند از:
چشمه علی امام قیس
چشمه همه ناز امام قیس
چشمه دل دل و باغ‌های اطراف آن
امام زاده قیس بن علی و شیث بن علی
چشمه دروغ زن
باغ‌های اطراف چشمه همه ناز
باغ‌های اطراف چشمه علی